# Epiblema grandaevana
Epiblema grandaevana es una especie de polilla del género Epiblema, familia Tortricidae.
Fue descrita científicamente por Friederike Lienig y Zeller en 1846.

## Distribución
Se encuentra en Europa.